# Preston Manning
Pour les articles homonymes, voir Manning.

Preston Manning a fondé le Parti réformiste du Canada.

Ernest Preston Manning (né le 10 juin 1942, à Edmonton, Alberta) est un homme politique canadien. Il est le fondateur et premier chef du Parti réformiste du Canada, un parti politique canadien qui devient ensuite l'Alliance canadienne. Il conserve son siège à la Chambre des communes du Canada sous la bannière de ce parti jusqu'à la retraite, après quoi le parti fusionne avec le Parti progressiste-conservateur pour former le Parti conservateur du Canada.

Preston Manning est originaire de l'Alberta.

## Biographie

### Avant la vie politique
Manning est issu d'un milieu politique : il est le fils d'Ernest Manning, premier ministre créditiste de l'Alberta de 1943 à 1968. En 1964, Preston Manning passa son baccalauréat en économie à l'Université de l'Alberta. 

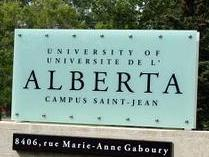
Manning a fait ses études à l'Université de l'Alberta.

### Vie politique
Il tente de se faire élire à la chambre des communes sous la bannière du Parti du crédit social du Canada pendant l'élection fédérale de 1965, mais il échoue.

#### Formation du Parti réformiste du Canada
Manning fonde le Parti réformiste du Canada en 1987. Le parti prône un mélange de conservatisme fiscal et de populisme ; toutefois une tendance au conservatisme social se développe, ancrant le parti solidement à droite. Manning est élu aux communes lors de l'élection fédérale de 1993, lorsque le Parti réformiste connait ses premiers succès électoraux majeurs. Ils remplacent effectivement les progressistes-conservateurs comme parti conservateur canadien dominant, avec des bases principalement dans l'Ouest canadien. À l'élection de 1997, le parti devient l'opposition officielle, et Preston Manning accède au poste de chef de l'Opposition.
Toutefois, avec l'émergence du Parti réformiste, la base conservatrice se trouve scindé en deux : les réformistes à l'Ouest, et les progressistes-conservateurs, fortement affaiblis, à l'est. Dans le système électoral canadien, il en résulte une domination politique du Parti libéral. Conséquemment, le nouveau but de Manning est d'unir les deux partis de droite sous son autorité. Il lance le mouvement Alternative unie (United Alternative) afin d'examiner des façons dont les deux partis pourraient coopérer. Le mouvement résulte en la formation d'un nouveau parti, l'Alliance canadienne, qui, comme son nom complet (Alliance réformiste conservatrice canadienne) le démontre, est créé dans l'intention de remplacer les deux partis. La plupart des progressistes-conservateurs, par contre, refusent de coopérer, et les critiques affirmaient que le nouveau parti n'était rien de plus qu'un changement de nom pour le Parti réformiste.
Avec la formation du nouveau parti, Manning lance une élection à la direction. Après une course férocement serrée, Manning est remplacé par le jeune et flamboyant Stockwell Day en 2000. En 2002, il se retire de la politique fédérale ; toutefois, il continue d'être une voix respectée et appréciée sur des questions d'intérêt national. Il est maintenant un des principaux membres de l'Institut Fraser et du Collège Massey à l'Université de Toronto, ainsi qu'un conférencier.

#### Après la politique fédérale
Manning publie ses mémoires politiques, Think Big: My Life in Politics, en octobre 2003. Il fonde le Manning Centre for Building Democracy en 2005 afin de former des démocrates à mener une vie politiquement active.
À la suite du coup dévastateur porté au leadership de Ralph Klein lors du vote de confiance du Parti progressiste-conservateur de l'Alberta au cours duquel Klein ne récolte que 55 % des appuis des délégués, Manning déclare à la Presse canadienne qu'il « laisse la porte ouverte » pour une candidature possible dans la course à la direction du parti dans l'éventualité d'une démission de Klein.

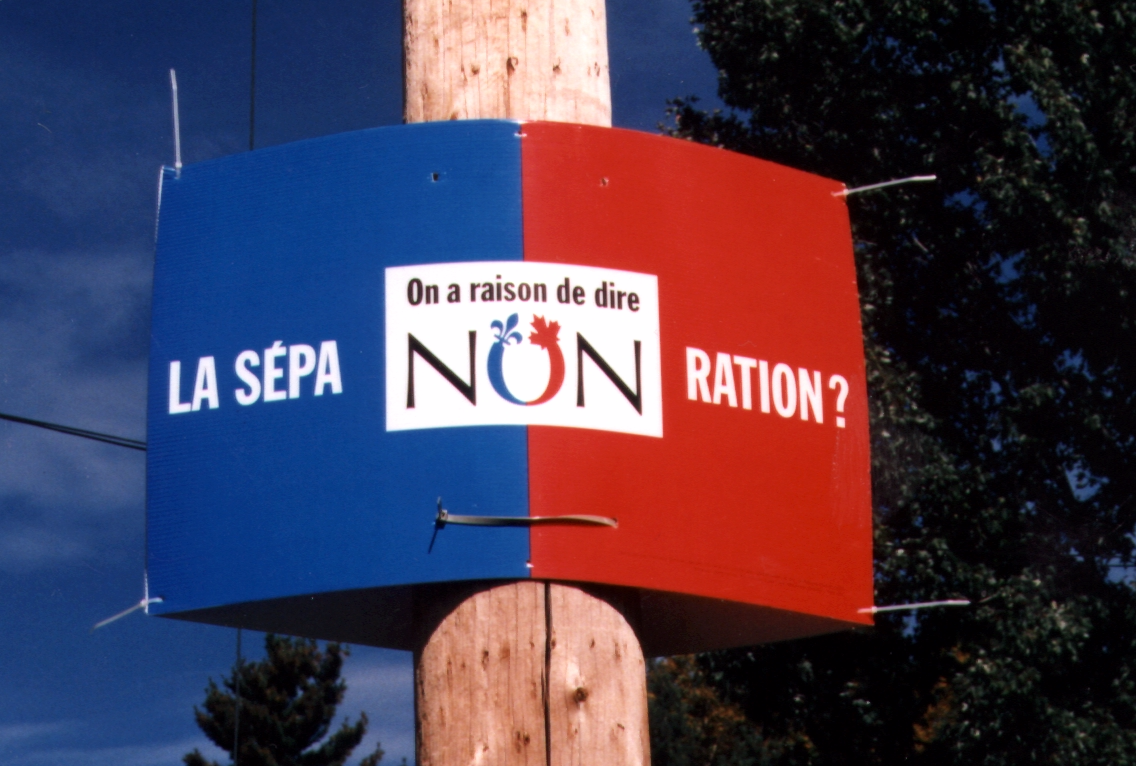
Preston Manning participa à la campagne contre la séparation du Québec en 1995.

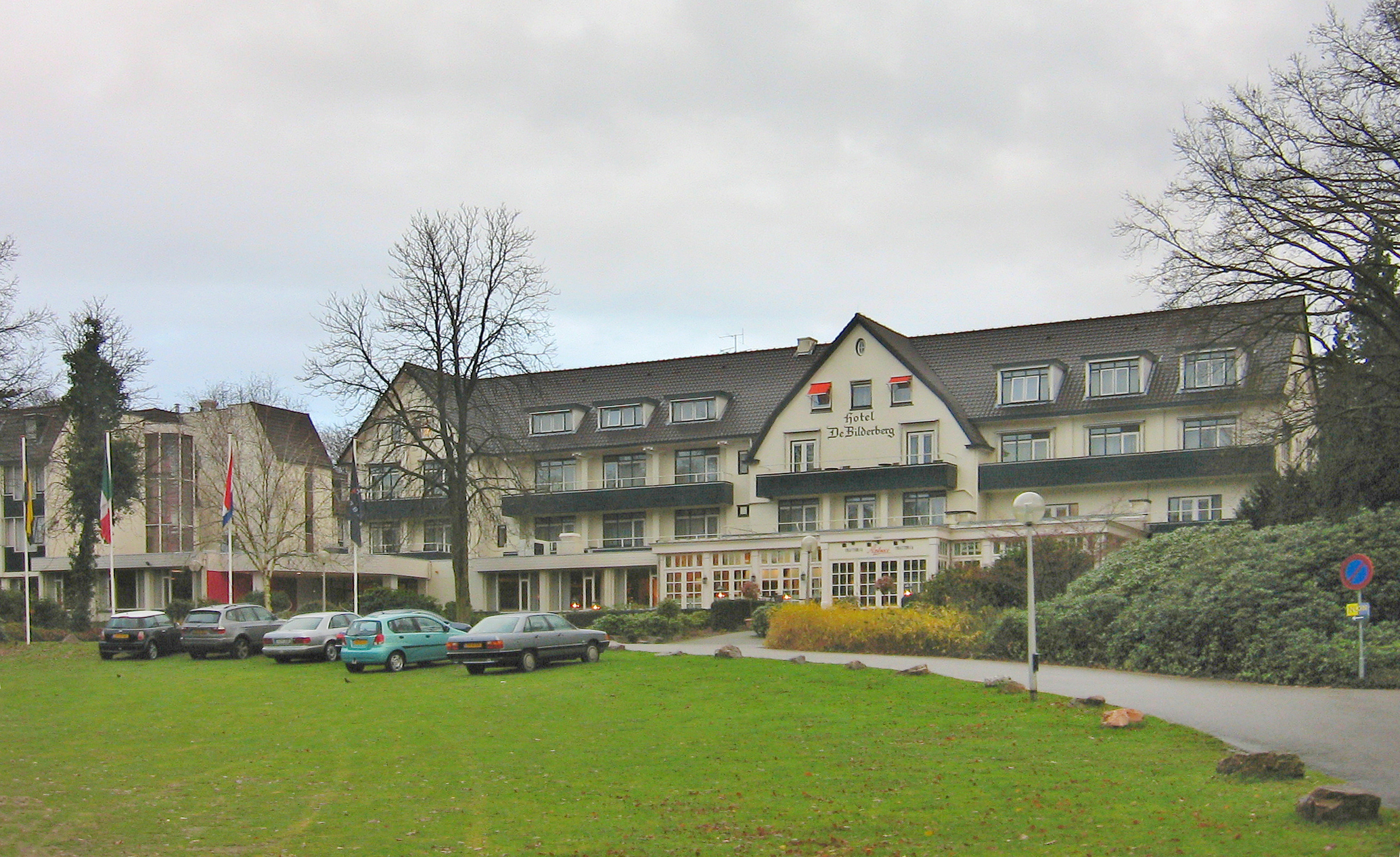
Preston Manning est membre du Bilderberg.

### Statut du Québec et référendum sur la séparation du Québec de 1995
Preston Manning et son parti politique participent à la campagne référendaire de 1995 dans le camp du NON. Décriés en début de campagne par les autres membres du camp du NON, ils sont progressivement intégrés comme des membres légitimes de ce camp. Profitant de la campagne pour défendre les intérêts de son propre parti qui exige comme le Québec d'importantes réformes au Canada, Manning invite les Québécois à se joindre au Parti réformiste. Manning insistera aussi sur la légitimité d'un vote référendaire à 50% plus 1,,.

## Hommages

### Prix et titres
- Ordre de l'excellence de l'Alberta (en) (2012) [4],[5]
- Compagnon de l'Ordre du Canada (2008)[6]
- Diplôme honorifique Université de Calgary[4],[7]
- Diplôme honorifique Université de Toronto[4],[7]
- Diplôme honorifique Université York[4],[7]
- Diplôme honorifique University Tyndale (en)[4],[7]
- Diplôme honorifique SAIT Polytechnic[4]
- Diplôme honorifique Université de Calgary[7]
- Diplôme honorifique  Université de l'Alberta[7]
- Diplôme honorifique  Southern Alberta Institute of Technology[7]
- Diplôme honorifique Université de Carleton[7]*Diplôme honorifique Université de Colombie-Britannique[7]

### Distinction
- Membre du Conseil privé de la Reine pour le Canada (2013)[8]

Preston Manning est décoré de l’Ordre de l’excellence de l'Alberta.
Preston Manning est membre du Conseil privé de la Reine pour le Canada.